# Soummam
Oued Soummam (arabisk: وادي الصومام‎, kabylisk: ⴰⵙⵉⴼ ⴰⵄⴻⴱⴱⴰⵙ Asif Aɛebbas) er,  med en længde på cirka 195 km (mellem Akbou og Bejaia), eller uden kildefloder, 65 km, den vigtigste flod i Kabylien i det nordlige Algeriet.  Den har et samlet afvandingsområde på cirka 9.215 km². 

## Flodens løb
Oued Soummam dannes ved sammenløbet af Oued Sahel og Oued Bou Sellam syd for byen Akbou i provinsen Bejaia i en højde af cirka 167 moh. Floden løber derefter i talrige sving i nordøstlig retning og løber til sidst ud i Middelhavet i den sydlige del af den store by Bejaia.

## Bifloder og reservoirer
Selve Oued Soummam er ikke opdæmmet. Der er dog to store dæmninger i begge kildefloder. Den har flere mindre og for det meste opdæmmede bifloder.

## Historie
Oued Soummam var allerede kendt af jægere og samlere i forhistorisk tid. Romerne brugte floden  som forbindelsesvej mellem kysten og baglandet;  Plinius den Ældre brugte det traditionelle gamle navn Nasava. Det kabylske - berbiske navn var assemmam eller Assif Abbas.

## Økologi
De nedre dele af floden er på grund af udledningen af urenset spildevand fra den kemiske industri  stærkt forurenet, med gentagen fiskedød til følge.